# Cláudia Pascoal
Cláudia Pascoal (født 12. oktober 1994) er en portugisisk sanger og sangskriver, som repræsenterede Portugal som var værtsnation ved Eurovision Song Contest 2018 med sangen "O Jardim". Hun havnede på en sidsteplads i finalen. Sangen "O Jardim" er skrevet af Isaura, som var også med hende på scenen.